# Psaliodes albifulva
Psaliodes albifulva là một loài bướm đêm trong họ Geometridae.